# Taito Vewlix
La Taito Vewlix (ビュウリックス) est une borne d'arcade de Taito, sortie dans les salles d'arcade japonaises en 2007.

## Description
Avec le lancement du Taito Type X, système d'arcade de nouvelle génération, Taito a lancé la borne Vewlix afin de tirer parti des caractéristiques de ce système. Ainsi, elle est équipée d'un écran LCD 16/9 HD de 32 pouces. Une image au format 4/3 peut cependant être affiché sur la borne. Elle possède un système de rotation d'écran à 90 degré, nécessaire pour les jeux de style shoot them up par exemple.

### Caractéristiques techniques
- Consommation : 350 W ;
- Écran 32 pouces LCD ;
- Affichage multi-fréquence autoswitch 15, 24, 31, 38 et 45khz ;
- Écran rotatif manuellement ;
- Connectique JVS ;
- Connectique JAMMA via un convertisseur (I/O Board) ;
- Son stéréo amplifié via mini-jack ou mono via adaptateur JAMMA ;
- Panel 1 ou 2 joueurs ;
- Panel démontable ;
- Boutons et joysticks de marque Sanwa ;
- Dimensions : 80 × 85 × 160 cm ;
- Poids : 125 kg.

### Différences
Sont uniquement référencés les différences entre les modèles F et L, le modèle Versus reprenant les caractéristiques de la Vewlix-L.
Convertisseur à la norme JAMMA (I/O Board)
- Vewlix-F : Équipé.
- Vewlix-L : En option.

Rétro-éclairage des instructions sur le panel
- Vewlix-F : Équipé.
- Vewlix-L : Non équipé.

Rétro-éclairage du marquee
- Vewlix-F : Équipé.
- Vewlix-L : Non équipé.

Emplacement du bouton d'alimentation
- Vewlix-F : Devant et derrière.
- Vewlix-L : À l'intérieur uniquement.

Longueur du câble d'alimentation
- Vewlix-F : 3 m
- Vewlix-L : 2 m

Écran LCD
- Vewlix-F : Sanwa T32H075(KA) (1080p maximum)[2].
- Vewlix-L : GTT co. TLK-320Y (720p maximum)[2].

## Modèles

### Vewlix-F
La Vewlix-F est le premier modèle à être lancé. Il possède un écran LCD Sanwa dont la particularité est d'avoir un affichage plus rapide que les LCD traditionnels afin de supprimer les effets de flou pour les jeux utilisant des mouvements rapides.

### Vewlix-L
Elle est ajoutée à la gamme en 2008 afin que Taito puisse se placer sur un segment plus bas de gamme que son ainée. Ainsi, une suppression d'éléments et un changement du modèle d'écran sont effectués pour réduire le prix final de la borne.

### Vewlix-VS
Également ajouté à la gamme en 2008, le châssis du modèle Versus est constitué de deux Vewlix-L placés dos à dos, et apporte ainsi le support de deux joueurs simultanés, à l'instar de la VERSUS CITY de Sega.

### Vewlix Diamond
Ajouté à la gamme en 2011, elle est spécialement conçue pour le système NESiCAxLive et dispose d'un lecteur de cartes.